# Mikhaïl Bouzine
Pour l’article ayant un titre homophone, voir Bouzzine.
Mikhaïl Bouzine, né en 1995, est un pianiste d'origine russe qui habite en Allemagne.

## Biographie
Bouzine est né a Moscou, ou il a étudié piano, clavecin et composition au Conservatoire Tchaïkovski. Depuis 2019 il habite à l'Allemagne et fait ses études à l'École supérieure de musique de Stuttgart auprès de Nicolas Hodges.
En 2020, il gagne le premier prix, ainsi que le prix Samson François du Concours international de piano d'Orléans ce qui lui a donné la possibilité d’enregistrer en 2021 un disque «sur un projet inédit» à la forme « opératique », en quatre actes, avec prologue et épilogue, comprenant non seulement de la musique, mais aussi des sketches comiques et des poèmes,.
En 2023, Mikhaïl est devenu finaliste du Concours international de piano Ferruccio-Busoni.